# Hippocephala lineaticollis
Hippocephala lineaticollis är en skalbaggsart som beskrevs av Maurice Pic 1924. Hippocephala lineaticollis ingår i släktet Hippocephala och familjen långhorningar. Inga underarter finns listade i Catalogue of Life.